# 김희주
김희주(1993년 1월 25일~ )는 대한민국의 아나운서이다. 
- 2017년부터 2018년까지 KBS 부산방송총국 기상캐스터로 활동하다 2018년부터 MBC 스포츠 플러스에서 스포츠 아나운서로 활동하고 있다.

## 학력
- 부산대학교 사범대학 부설고등학교 2011년 2월 (졸업)
- 부산대학교 화학과 (졸업)

## 경력
- 2017년 ~ 2018년 / KBS 부산방송총국 기상캐스터
- 2018년 ~ / MBC 스포츠 플러스 아나운서